# Tyleria breweriana
Tyleria breweriana là một loài thực vật có hoa trong họ Ochnaceae. Loài này được Steyerm. miêu tả khoa học đầu tiên năm 1984.